# Manfred Gorywoda
Manfred Leon Gorywoda (ur. 31 sierpnia 1942 w Łanach) – polski działacz państwowy w okresie PRL, ekonomista. 
W latach 1983–1987 wiceprezes Rady Ministrów, w latach 1985–1989 poseł na Sejm PRL IX kadencji, sekretarz Komitetu Centralnego PZPR (1982–1984), zastępca członka (1987–1989) i członek Biura Politycznego KC PZPR (1989–1990).

## Życiorys
Urodził się w rodzinie chłopskiej jako syn Antoniego i Adeli. Od 1957 do 1962 działał w Związku Młodzieży Socjalistycznej. W 1965 ukończył Szkołę Główną Planowania i Statystyki w Warszawie; w 1975 obronił doktorat z nauk ekonomicznych.
Od 1962 do 1990 był członkiem Polskiej Zjednoczonej Partii Robotniczej, zajmował wiele stanowisk w jej kierownictwie. Od lutego 1980 do lipca 1981 był zastępcą członka Komitetu Centralnego PZPR, od lipca 1982 członkiem KC, od grudnia 1987 do lipca 1989 zastępcą członka Biura Politycznego KC, od lipca 1989 członkiem Biura Politycznego, od lipca 1982 do lutego 1984 sekretarzem KC. 
Współpracownik Agenturalnego Wywiadu Operacyjnego na SGPiS ps. Werk od 1967, prowadził działalność typowniczą i systematyczną penetrację środowiska studenckiego.
Po studiach pracował do 1971 w SGPiS, następnie w aparacie partyjnym. Był m.in. starszym instruktorem w KC PZPR (1971–1974), inspektorem w Kancelarii Sekretariatu KC PZPR (1974–1975), zastępcą kierownika Wydziału Ekonomicznego KC (1975–1977), następnie kierownikiem Wydziału Planowania i Analiz Gospodarczych KC (1977–1980). Od listopada 1987 był ponadto I sekretarzem Komitetu Wojewódzkiego PZPR w Katowicach.
W lutym 1980 został mianowany kierownikiem Zespołu Doradców Ekonomicznych Prezesa Rady Ministrów, w listopadzie 1983 powołany na stanowisko wicepremiera i przewodniczącego Komisji Planowania przy Radzie Ministrów w rządzie Wojciecha Jaruzelskiego. Pełnił obie funkcje do października 1987, także w gabinecie Zbigniewa Messnera.
Poseł na Sejm PRL IX kadencji (1985–1989), w latach 1969–1971 wiceprzewodniczący Rady Naczelnej Zrzeszenia Studentów Polskich. We wrześniu 1985 klub sportowy Ruch Chorzów nadał mu tytuł honorowego prezesa.
Jego żoną była Krystyna Michałowska-Gorywoda.

## Odznaczenia
- Order Sztandaru Pracy[3]
- Krzyż Komandorski Orderu Odrodzenia Polski[3]
- Krzyż Kawalerski Orderu Odrodzenia Polski[3]
- Srebrne Odznaczenie im. Janka Krasickiego (1969)[4]
- Złoty Order „Gwiazda Przyjaźni między Narodami” (Niemcy Wschodnie, 1986)[5]
- Medal jubileuszowy „Czterdziestolecia zwycięstwa w Wielkiej Wojnie Ojczyźnianej 1941–1945” (ZSRR, 1985)[6]
- Jubileuszowy Medal 100. Rocznicy Urodzin Georgi Dymitrowa (Bułgaria, 1983)[7]